# Stora Myggharstjärnen
Stora Myggharstjärnen är en sjö i Norbergs kommun i Västmanland och ingår i Norrströms huvudavrinningsområde. Sjön är 8,7 meter djup, har en yta på 0,05 kvadratkilometer och befinner sig 135 meter över havet.